# Félix de Azara
Pour les articles homonymes, voir Azara.
Félix de Azara ou Féliz Manuel de Azara est un militaire, un ingénieur et un naturaliste espagnol, né le 18 mai 1742 à Barbuñales en Aragon et mort le 20 octobre 1821 à Huesca. Il est le frère du diplomate José Nicolás de Azara.

## Biographie
Il fait ses études à l’université de Huesca puis à l’Académie militaire de Barcelone dont il sort comme cadet en 1764. Il sert dans le régiment d’infanterie de Galice et obtient le grade de lieutenant en 1775. Il est blessé durant l'expédition d'Alger en 1775 et survit par miracle.
L’Espagne et le Portugal signent un accord pour fixer les frontières de leurs possessions en Amérique du Sud. Azara est choisi par Madrid pour faire partie des commissaires chargés de délimiter précisément les frontières espagnoles. Il part en 1781 pour une mission de quelques mois et y reste durant vingt ans. Il explique les raisons de ce séjour plus long que prévu :
« On m’ordonna de me rendre le plus tôt possible à l’Assomption, capitale du Paraguay, pour faire les préparatifs nécessaires et pour attendre les commissaires portugais. Comme je commençais à être au fait de leur manège, et que je voyais, qu’au lieu de travailler à la fixation des limites, ils ne voulaient que prolonger cette opération à l’infini, par des délais, des renvois à la Cour, et par les prétextes les moins fondés et les plus ridicules, pour en empêcher l’exécution, je pensai à tirer parti le mieux qu’il me serait possible du long espace de temps que devaient me procurer ces retards. »
Il décide alors de voyager à son propre compte afin d’établir la carte de ces régions.
« Me trouvant dans un pays immense qui me paraissait inconnu, ignorant presque toujours ce qui se passait en Europe, dépourvu de livres et de conversations agréables et instructives, je ne pouvais guère m’occuper que des objets que me présentait la nature. Je me trouvai donc presque forcé à observer ; et je voyais, à chaque pas, des êtres qui fixaient mon attention, parce qu’ils me paraissaient nouveaux. Je crus convenable et même nécessaire de tenir note de mes observations, ainsi que des réflexions qu’elles me faisaient faire. Mais j’étais retenu par la défiance que m’inspirait mon ignorance, croyant que les objets qu’elles me découvraient comme nouveaux avaient déjà été complètement décrits par les historiens, les voyageurs et les naturalistes d’Amérique. D’un autre côté, je ne me dissimulais pas qu’un homme isolé comme moi, écrasé de fatigue, occupé de la géographie et d’autres objets indispensables, sans secours et sans conseils, se trouvait dans l’impossibilité de bien décrire des objets si nombreux et si variés. Mais je me déterminai à observer tout ce que me permettraient ma capacité, le temps et les circonstances, en prenant note de tout, et en suspendant la publication de mes observations jusqu’au moment où je serais débarrassé de mes principales occupations. »

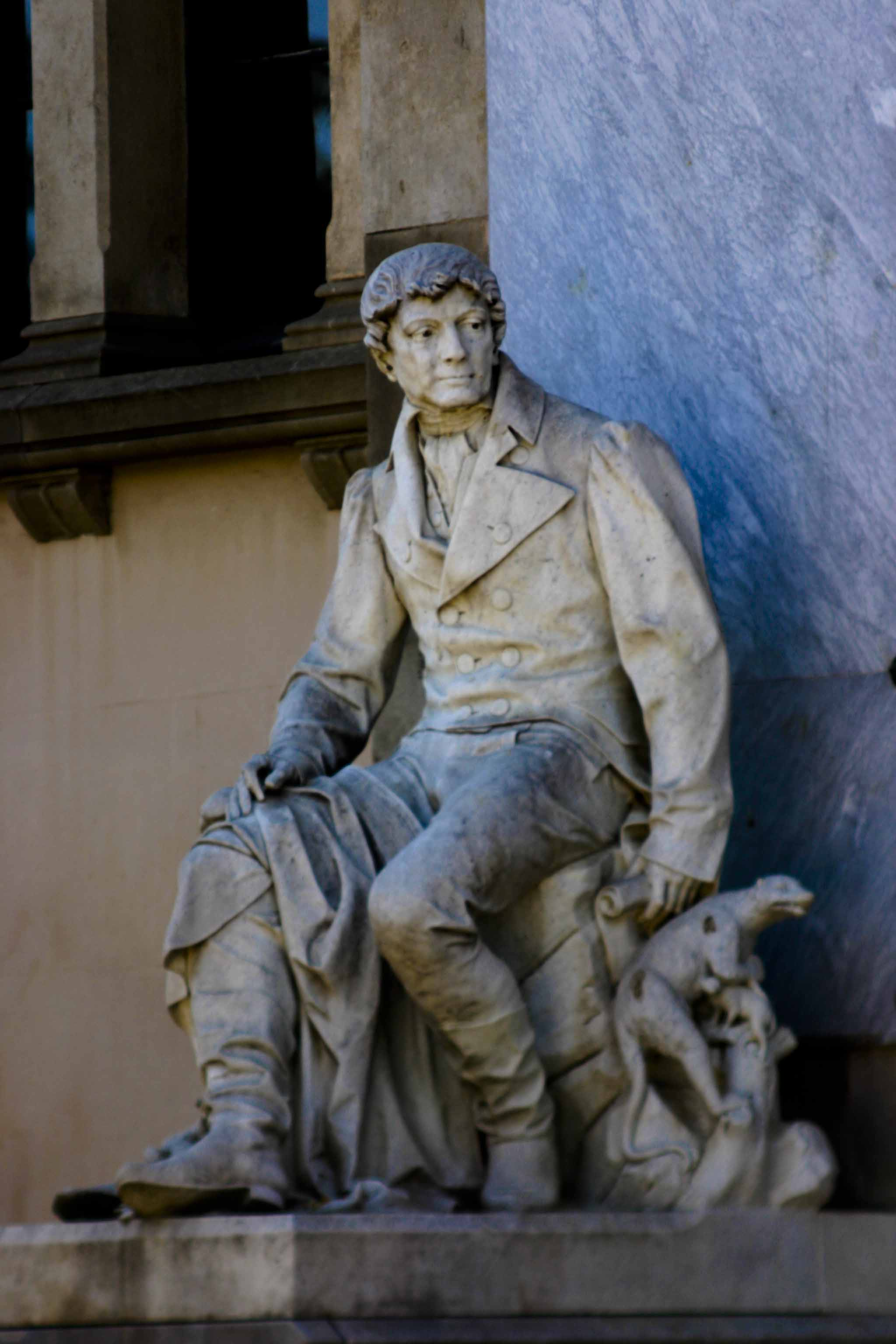
Felix de Azara, sculpture par Eduard Alentorn, Museo Martorell, Barcelona

Bien que dépourvu de connaissances scientifiques, il s’attelle à l’étude des mammifères et des oiseaux qu’il rencontre. Le seul ouvrage dont il dispose est une traduction en espagnol des œuvres de Buffon (1707-1788). Azara est persuadé que les animaux décrits par Buffon sont les mêmes qu’il rencontre en Amérique. Dès lors, lorsqu’il constate des différences, ce qui arrive souvent, il critique rageusement le naturaliste parisien et plus encore Charles-Nicolas-Sigisbert Sonnini de Manoncourt (1751-1812) qui a fourni à Buffon des informations sur les oiseaux de Guyane. Son manque de connaissance, notamment sa mauvaise appréhension de la diversité des espèces, l’amène à commettre des erreurs de jugements. Ainsi, il prend les bataras du Paraguay (appartenant au genre Myrmothera Vieillot, 1816) qu’il observe pour les fourmiliers de la Guyane décrits par Sonnini (appartenant au genre Thamnophilus Vieillot, 1816). Son erreur le conduit à commettre un jugement très vif :
« Pour témoigner sa reconnaissance et faire honneur à Sonnini de Manoncourt, Buffon s’exprime ainsi : “Ces derniers [les fourmiliers] me paraissent former un nouveau genre, qui est entièrement dû aux recherches de M. Sonnini de Manoncourt, que j’ai déjà cité plusieurs fois, parce qu’il a fait une étude approfondie sur les oiseaux étrangers, dont il a donné au cabinet du roi plus de 160 espèces...”

C’est ainsi qu’écrit mon auteur, et moi je le lis avec une grande pitié, voyant qu’il ne dit pas la vérité, et qu’il ne rapporte que des notices fausses et par ouï-dire. Ce Sonnini donne à cette famille d’oiseaux le nom de fourmiliers, parce qu’ils mangent et détruisent, dit-il, une grande quantité de fourmis. Mais il est bon de savoir que ces oiseaux [les bataras d’Azara] ne mangent pas une seule fourmi... Il assure que ses fourmiliers ne se perchent point, ou très peu, qu’ils courent à terre, comme les perdrix, et que c’est pour cela qu’on les a nommés à Cayenne petites perdrix. Eh bien ! tout cela est faux ; les bataras ne savent pas marcher ; leur démarche est lente, contrainte et ne se fait que par sauts... Manoncourt fait vivre ces oiseaux en bandes ou troupes, tandis qu’ils demeurent seuls ou par paires... ; il leur donne une queue et des ailes si courtes, qu’elles sont peu propres à les soutenir et à les diriger dans un vol élevé et continu en plein air ; cependant il faut observer que si les bataras de ce voyageur ont la queue courte, c’est qu’il la leur a coupée avec des ciseaux, ou qu’après l’avoir arrachée, il en aura substitué une autre... »
Azara, convaincu d’avoir démasqué une supercherie, n’hésite pas à conclure de façon très dure :
« J’en appelle à la postérité et au jugement des personnes qui ont la facilité de voir le cabinet d’histoire naturelle de Paris ; je les engage à y examiner principalement le grand béfroi, le coraya et les autres fourmiliers, le caica, l’arada et l’autour de Cayenne ; j’espère qu’elles reconnaîtront l’empreinte des ciseaux dont on s’est servi pour écourter la queue de ces oiseaux, les coups de pinceau avec lesquels on a déguisé leur plumage, et les traces de la main qui a substitué une queue étrangère, à la place de celle qu’on a arrachée. »
Azara a bien conscience des limites de son jugement :
« Si l’on trouve que dans la manière de m’exprimer, j’ai oublié le respect dû à un si illustre personnage Buffon, je supplie de considérer que mon zèle pour la vérité en est la seule cause, et que j’ai écrit rempli de tristesse et de mélancolie, désespérant de pouvoir jamais m’affranchir de ces tristes solitudes et de la société des animaux. »
Azara décrit 448 espèces dont la moitié était nouvelle. Il est enfin rappelé en Espagne en 1801 au terme de vingt ans de privations, de souffrances et après avoir surmonté de multiples dangers, des attaques d’amérindiens aux serpents venimeux.
Il ne rapporte pas de collections mais uniquement son manuscrit qui paraît de 1802 à 1805 en trois volumes sous le titre de Apuntamientos para la historia natural de las Paxaros del Paraguay y Rio de la Plata.
Preuve de grandeur d’âme, c’est Sonnini lui-même qui traduit son livre en français en 1809 sous le titre de Voyages dans l’Amérique méridionale, par don Félix de Azara (quatre volumes, Paris publiés par Walckenaer in-8.).
Gustav Hartlaub (1814-1900) fait paraître en 1837 un index des espèces décrites par Azara. Plusieurs espèces lui ont été dédiées : 
- les oiseaux
  - Araçari de d'Azara (Pteroglossus azara)
  - Pluvier d'Azara (Anarhynchus collaris)
  - Synallaxe d'Azara Synallaxis azarae par Alcide Dessalines d'Orbigny en 1835 ;
- les rongeurs
  - Agouti d'Azara Dasyprocta azarae par Martin Heinrich Carl Lichtenstein (1780-1857) en 1823 ;
  - Douroucouli d'Azara (Aotus azarae)
  - Akodon azarae Johann Fischer von Waldheim (1771-1853) en 1829 ;
  - Ctenomys azarae par Michael Rogers Oldfield Thomas (1858-1929) en 1903.
- les canidés
  - renard d'Azara
- Les chauve-souris
  - vampire d'Azara